# 1996 WV1
1996 WV1 är en asteroid i huvudbältet som upptäcktes den 20 november 1996 av Beijing Schmidt CCD Asteroid Program vid Xinglong-observatoriet.
Asteroiden har en diameter på ungefär 13 kilometer och den tillhör asteroidgruppen Hilda.